# Anisoneura papuana
Anisoneura papuana là một loài bướm đêm trong họ Noctuidae.